# Cicero (unità di misura)
Il cicero è un'unità di misura utilizzata in ambito tipografico soprattutto in Francia e in altri paesi dell'Europa continentale.
Fu ideato da François Ambroise Didot intorno al 1780; equivale a 1/6 del pollice francese ed è suddiviso in 12 punti detti punti Didot.
È simile ad un pica inglese, ma, essendo il pollice francese leggermente più lungo di quello inglese, vi è un rapporto di circa 1,061 cicero per pica.
| Numero punti                                              | Italiano       | Francese                    | Tedesco           |
| --------------------------------------------------------- | -------------- | --------------------------- | ----------------- |
| 5                                                         | Parmigianina   | Parisienne o Sedan          | Perl              |
| 6                                                         | Nompariglia    | Nonpareille                 | Nonpareille       |
| 7                                                         | Mignona        | Mignone                     | Colonel           |
| 8                                                         | Testino        | Petit Texte                 | Petit o Jungfer   |
| 9                                                         | Garamoncino    | Gaillarde                   | (Borgis)          |
| 10                                                        | Garamone       | Petite Romain               | Corpus o Garamond |
| 11                                                        | (Filosofia)    | Philosophie                 | Brevier           |
| 12                                                        | Lettura        | Cicéro                      | Cicero            |
| 14                                                        | Silvio         | Gros Texte o Saint-Augustin | Kleine Mittel     |
| 18                                                        | Testo          | Gros Romain                 | Tertia            |
| 20                                                        | Parangone      | Petite Paragon              | Parangon          |
| 22                                                        | Ascendonica    | Gros Paragon                | Text o Secunda    |
| 24                                                        | Canoncino      | Palestine                   | Roman             |
| 28                                                        | Sopracanoncino | Petit Canon                 | Doppel Mittel     |
| 36                                                        | Canone         | Trismegiste                 | Kleine Canon      |
| 44                                                        | Corale         | Gros Canon                  | Große Canon       |
| 48                                                        | Reale          | Double Canon                | Kleine Missal     |
| Fonte: Carlo Pastena, Ars artificialiter scribendi (2013) |                |                             |                   |